# Forsheda landskommun
Forsheda landskommun var en tidigare kommun i Jönköpings län.

## Administrativ historik
När 1862 års kommunalförordningar trädde i kraft den 1 januari 1863 inrättades i Sverige cirka 2 400 landskommuner samt 89 städer och ett mindre antal köpingar.
Då inrättades i Forsheda socken i Västbo härad i Småland denna kommun. 
Vid kommunreformen 1952 bildade Forsheda storkommun genom sammanläggning med de tidigare kommunerna Dannäs, Hånger, Kärda, Tannåker och Torskinge.
1971 upplöstes kommunen, varvid Tannåkers församling fördes till Ljungby kommun i Kronobergs län medan övriga gick till Värnamo kommun.
Kommunkoden var 0625.

### Kyrklig tillhörighet
I kyrkligt hänseende tillhörde kommunen Forsheda församling. Den 1 januari 1952 tillkom församlingarna Dannäs, Hånger, Kärda, Tannåker och Torskinge.

## Geografi
Forsheda landskommun omfattade den 1 januari 1952 en areal av 357,05 km², varav 314,42 km² land. Efter nymätningar och arealberäkningar färdiga den 1 januari 1957 omfattade landskommunen den 1 november 1960 en areal av 353,06 km², varav 311,47 km² land.

### Tätorter i kommunen 1960
I Forsheda landskommun fanns tätorten Forsheda, som hade 474 invånare den 1 november 1960. Tätortsgraden i kommunen var då 13,6 procent.

## Politik

### Mandatfördelning i valen 1946–1966
| 5 | 7 | 2 | 1 |

| 15 |

| 9 | 18 | 7 |  |

| 35 |

| 9 | 16 | 7 | 3 |

| 35 |

| 7 | 17 | 6 | 5 |

| 35 |

| 10 | 15 | 6 | 4 |

| 33 |

| 9 | 14 | 6 | 3 | 3 |

| 34 |